# Lycium torreyi
Lycium torreyi är en potatisväxtart som beskrevs av Asa Gray. Lycium torreyi ingår i släktet bocktörnen, och familjen potatisväxter. Inga underarter finns listade i Catalogue of Life.